# Jean-Baptiste Monnot
Pour les articles homonymes, voir Monnot.
Jean-Baptiste Monnot est un organiste français, né à Eu le 4 août 1984. Il est titulaire du grand orgue « Aristide Cavaillé-Coll » de l’abbatiale Saint-Ouen de Rouen.

## Biographie

### Études et concours
Né en 1984 à Eu, Jean-Baptiste Monnot découvre l'orgue à 12 ans en entendant l'orgue Cavaillé-Coll de l'église Saint-Jacques du Tréport,,. Il étudie d'abord le piano avec Hervé Gringoire, puis l’orgue à l’École nationale de musique de Dieppe avec Nicolas Pien et Yvette Martin. Il entre en 1999 au Conservatoire national de région de Rouen, où il étudie avec Louis Thiry et François Ménissier. Il obtient la Médaille d’or en 2002, le Premier prix de perfectionnement en 2003 et le Premier prix d’excellence en 2004. En 2002, il remporte à l’unanimité le premier prix du quatrième Concours du jeune organiste de Saint-Germain-des-Fossés présidé par Marie-Claire Alain.
En 2004 à 19 ans, il entre au Conservatoire national supérieur de musique et de danse de Paris, dans la classe d’Olivier Latry et Michel Bouvard et obtient le diplôme de formation supérieure en 2007. Il se perfectionne également auprès de Bernhard Haas à la Hochschule für Musik de Stuttgart. Il suit à plusieurs reprises les masterclass de Jean Guillou à la Tonhalle de Zürich et à l’église Saint-Eustache, dont il devient l'assistant de 2004 à 2014,,,.

### Carrière

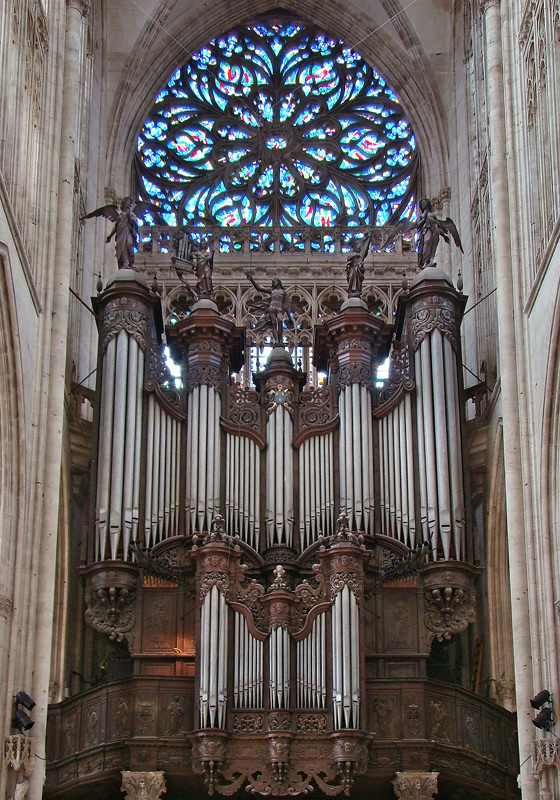
Le grand orgue Cavaillé-Coll de l’abbatiale Saint-Ouen de Rouen et sa tribune en 2008.

Depuis le 27 juin 2015, Jean-Baptiste Monnot est titulaire du grand orgue Cavaillé-Coll de l’abbatiale Saint-Ouen de Rouen,,,,,,. Il y donne chaque été une classe de maître au rayonnement international.
Sa carrière de concertiste l’amène à se produire régulièrement en soliste ou avec ensemble à travers le monde :  Toulouse, Paris, Berlin, Vienne, Sydney, Londres, Kiev, Kazan, Perm, Rome, etc. et en récital outre-atlantique à New-York, Cleveland, La Nouvelle-Orléans, Boston, etc.
En 2010, il est nommé pour une durée de six mois artiste en résidence à la cathédrale Saint-Louis de La Nouvelle-Orléans. La même année, il crée la musique de scène de Jean Guillou pour Macbeth de William Shakespeare à Kyoto et Nagoya, au Japon.
Il se produit également avec l’Orchestre de Voronej, l’Orchestre philharmonique de Louisiane, l’Orchestre philharmonique de Kiev et en concert orgue et piano avec Valérie Schaeffer à l’Österreichischer Rundfunk de Vienne ainsi qu’en formation 4 mains avec Benjamin Alard, Sarah Kim, Paul Goussot, Mathias Lecomte ainsi qu'en duo trompette et orgue avec Fabien Norbert.
En complément de ses activités de concertiste, Jean-Baptiste Monnot a enseigné au Conservatoire international de musique de Paris de 2004 à 2010 et au Conservatoire à rayonnement départemental de Mantes-la-Jolie de 2012 à 2016. Il a été titulaire de l'orgue historique Georges Wenner de l’église Saint-Louis-des-Chartrons à Bordeaux de 2004 à 2013 et titulaire de l’orgue historique Joseph Merklin de la collégiale Notre-Dame de Mantes-la-Jolie de 2013 à 2016.
Au début des années 2020, les mesures sanitaires visant à répondre à la pandémie de Covid-19 en Europe n'épargnent pas le domaine de la culture — comme en France — et affectent son calendrier ainsi que son auditoire, ses représentations devant être parfois annulées ou radiodiffusées,,.
Cependant, en août 2021, il accompagne Fanny Ardant lors d'une représentation musicale et théâtrale (adaptation d’un roman de Laurence Plazenet) dans le cadre du festival de l'Académie Bach à Arques-la-Bataille.
Le 24 décembre 2021, il accompagne avec Oswald Sallaberger un office très particulier célébré par l'abbé Bertrand Laurent à Saint-Ouen de Rouen, puisque aucune Veillée de Noël n'avait été célébrée en ce lieu depuis probablement plus de quarante ans, selon Henry Decaëns,,.
En 2022, il réalise un enregistrement pour le Royal College of Organists,.
Organiste concertiste reconnu internationalement, il fait partie de jurys internationaux.

### Créations

#### Orgue du Voyage
Jean-Baptiste Monnot est le concepteur et l’interprète principal de l’Orgue du Voyage, qui demeure principalement dans la chapelle d'axe de l'abbatiale Saint-Ouen de Rouen. Au total, la construction de cet orgue a duré 5 ans,. Transportable et modulable,,, cet instrument à transmission électronique unique permet un usage esthétique et pédagogique en divers lieux, religieux ou non, tels que la Nef des Machines de l'île de Nantes, la Croisée des Arts de Saint-Maximim, l'Abbaye de Vaucelles, le musée des Beaux-Arts de Rouen ou la Pyramide du Louvre. Avec ses huit modules indépendants et sa large palette de sonorités, l'Orgue du Voyage est plus pratique que l’orgue mobile inventé par Pierre Cochereau et constitue la source d'inspiration du Gulliver de Henri-Franck Beaupérin. 

#### Festival des orgues Cavaillé-Coll
Jean-Baptiste est le concepteur du Festival des orgues Cavaillé-Coll,. Depuis 2019, il est également directeur artistique de ce festival.

## Dans la littérature
Philippe Meyer, Un Parisien à travers Paris, Robert Laffont, 2013, « Le bon Dieu du pâté en croûte », p. 55.

## Transcriptions
- Alexandre Scriabine : Étude en ut dièse n°1, op. 2, Prélude en la mineur n°2, op. 11 et Prélude n° 2, op. 59
- Wolfgang Amadeus Mozart : Quatuor n° 15 en ré mineur, KV 421 : Allegro
- Johann Sebastian Bach : Fantaisie chromatique et fugue, BWV 903
- Robert Schumann : Scherzo de la Symphonie no 4 en ré mineur, op. 120.

## Discographie

### Enregistrements solo à l'orgue
- Jean-Baptiste Monnot plays works by Marco Enrico Bossi on the Cavaillé-Coll organ of the Abbey Church of St. Ouen in Rouen, Berliner Orgelpower, 2021.

- Poetry of reflection – Le Lai de l’ombre, grand orgue Aristide Cavaillé-Coll de l'abbatiale Saint-Ouen de Rouen, Venus Fly Trap Records, 2018. Œuvres de Franz Liszt, Alexandre Scriabine, Johann-Sebastian Bach et Jean Guillou.
- Jean-Baptiste Monnot aux Grandes Orgues de la Collégiale Notre Dame et Saint Laurent O’ Toole d’Eu, 2008. Oeuvres de Johann-Sebastian Bach, Domenico Scarlatti, Wolfgang Amadeus Mozart et Robert Schumann.

### Collaborations artistiques

#### Orgue
- Identity, history, legacy: La Société Philharmonique, 2011, enregistré à la cathédrale Saint-Louis de La Nouvelle-Orléans. Edouard Batiste, Offertoire in ré mineur.
- Jean Guillou, Orgue et Percussions, 2011. Jean Guillou, Colloque N°6 pour orgue à 4 mains et percussions, avec Jean Guillou (orgue), Jean-Baptiste Couturier (percussions) et Jean-Christophe Garnier (percussions).
- Jean Guillou, L’Ebauche d’un souffle, 2010. Jean Guillou, Colloque N°5 Op.19 pour piano et orgue avec Jean Guillou (piano).

#### Piano
- Identity, history, legacy: La Société Philharmonique, 2011, enregistré à la cathédrale Saint-Louis de La Nouvelle-Orléans. Œuvres : Samuel Snaër, Rappelle-toi, "romance for tenor and piano", avec Phumzile Sojola (ténor) et Jean-Delphin Alard, La traviata, “fantasy for violin and piano, op. 38”, avec Joseph Meyer (violon).